# Pyrenejský mír

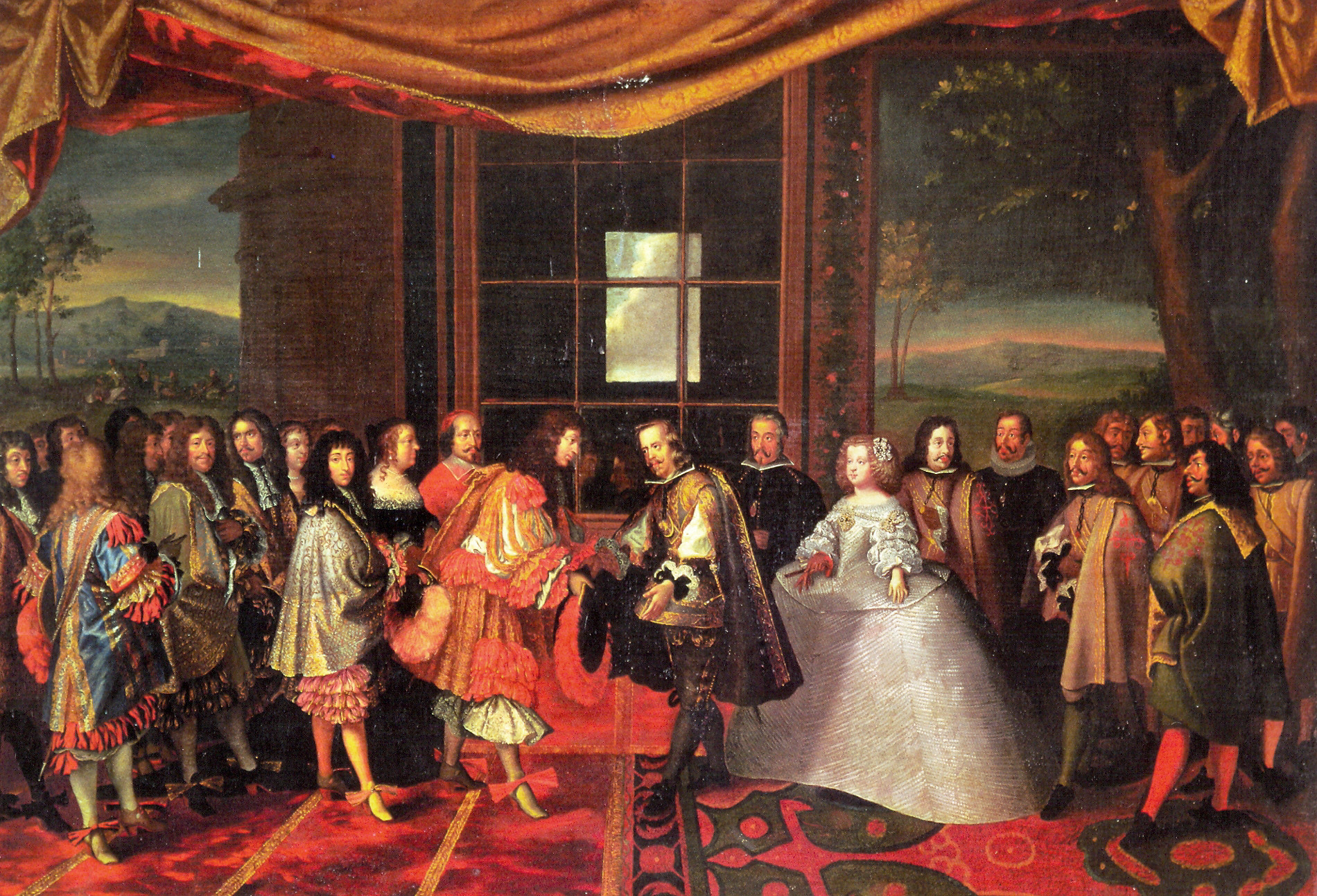
Francouzský král Ludvík XIV. a španělsko-portugalský král Filip IV. Španělský během setkání dvou králů na bažantím ostrově

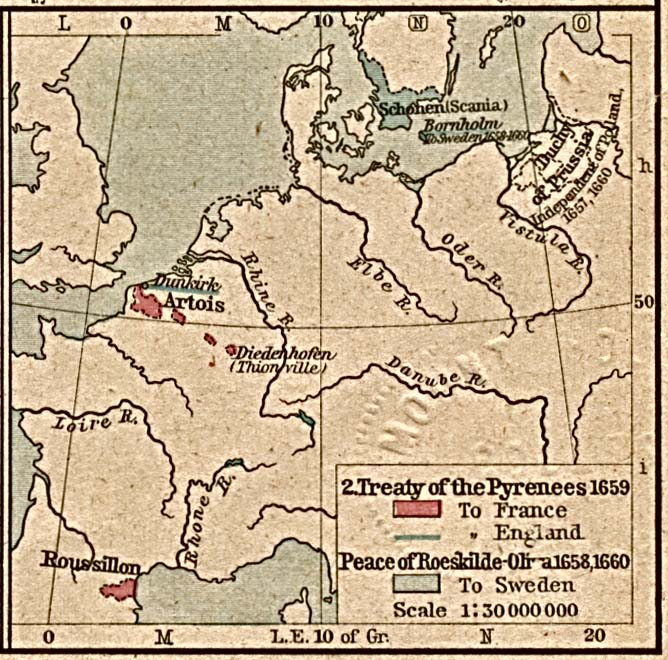
Geopolitické důsledky pyrenejského míru (1659)

Pyrenejským mírem byla uzavřena válka mezi Francií a Španělskem probíhající v letech 1635–1659, která byla původně součástí širšího konfliktu, třicetileté války. Byl podepsán na Bažantím ostrově, říčním ostrově rozkládajícím se na hraničním toku, řece Bidasoa. Králové Ludvík XIV. a Filip IV. byli zastoupení svými prvními ministry, kardinálem Mazarinem a Donem Luisem de Haro.

## Souvislosti
Francie vstoupila do třicetileté války po španělských úspěších ve 20. letech 17. století během osmdesátileté války v Nizozemí a hlavně v bitvě u Nördlingenu proti Švédům a Sasům v roce 1634. Ve 40. letech Francie začala zasahovat do španělské politiky přispěním pomoci povstání v Katalánsku. Portugalské povstání (od roku 1640), vedené vévodou Braganza bylo finančně podporováno kardinálem Richelieu. Po katalánském povstání Francie ovládala Katalánsko od ledna 1641, když kombinované katalánské a francouzské síly porazily španělskou armádu v bitvě u Montjuïc, až do roku 1652. Naproti tomu Španělsko odpovědělo napomáháním Frondě ve Francii v roce 1648. Během jednání o vestfálském míru v tomtéž roce Francie získala Alsasko a biskupství Méty, Toul a Verdun a odřízla Španělům přístup do Nizozemí z Itálie a rakouských zemí, což vedlo k otevřené válce mezi Francií a Španělskem.
Po deseti letech konfliktu zvítězily spojené anglo-francouzské síly v roce 1658 v rozhodné Bitvě v Dunách, v jejímž důsledku byl uzavřen pyrenejský mír.

## Obsah mírových smluv

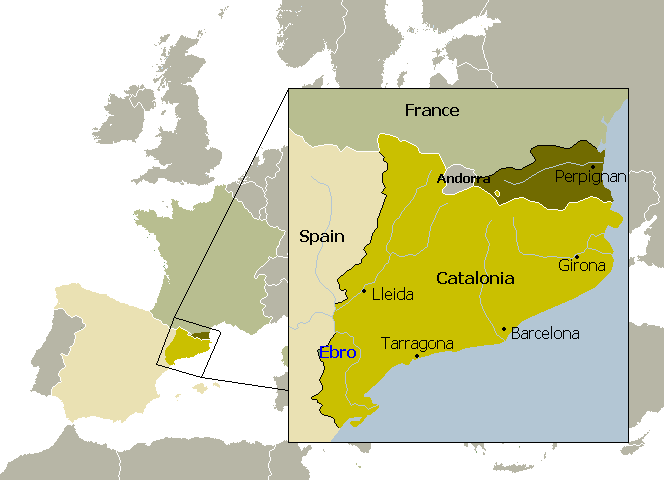
Mapa historického Katalánska ukazující rozdělení tohoto území po pyrenejském míru

Na severovýchodní hranici Francie získala Montmédy a další části Lucemburska, Artois a několik měst ve Flandrech, včetně Arrasu, Béthune, Gravelines a Thionville. V Pyrenejích byla ustanovena nová hranice se Španělskem. Francie zde získala Roussillon a Perpignan. Přesněji to byly tyto oblasti: Roussillon, Conflent, Vallespir, Capcir a severní Cerdaňa (v Katalánsku zvaná „severní Katalánsko“).
Mír však stanovil pouze to, že všechny vesnice severně od Pyrenejí se stanou součástí Francie. Z tohoto důvodu zůstala v této části Francie španělská exkláva, město Llívia, považovaná tehdy za město a nikoliv za vesnici, tudíž zůstala pod španělskou kontrolou. Hranice nebyla úplně jasná až do uzavření bayonnských dohod roku 1856.
Španělsko bylo přinuceno uznat a stvrdit všechny zisky náležející Francii podle vestfálského míru.
Výměnou za španělské teritoriální ztráty se Francie zaručila, že ukončí podporu Portugalska a odvolá svůj nárok na Barcelonské hrabství, které si francouzská koruna nárokovala již od dob katalánského povstání.
Mír také připravil sňatek mezi Ludvíkem XIV. a Marií Terezou, dcerou Filipa IV. Marie Tereza byla přinucena vzdát se španělského trůnu výměnou za finanční kompenzaci v rámci jejího věna. Ujednaná částka však nikdy nebyla vyplacena, což vedlo v letech 1667–68 k devoluční válce.
Angličané obdrželi Dunkerque.

## Důsledky
Pyrenejský mír byl posledním velkým diplomatickým počinem kardinála Mazarina. Společně s vestfálským mírem umožnil Ludvíku XIV. dosáhnout mimořádné stability (oslabení nejvýznamnějšího protivníka na vnitřním poli, Ludvíka II. Bourbona, Prince de Condé) a strategických výhod (odsouhlasené věno se stalo jedním z klíčových diplomatických prvků Ludvíkovy strategie nátlaku na významně oslabené Španělsko).
Celkově vzato, v roce 1660, když skončila švédská okupace Polska, se celý evropský kontinent ocitl v mírovém stavu a moc Bourbonů převážila poprvé nad mocí Habsburků.